# Wardha (ciutat)
Wardha és una ciutat i municipi de Maharashtra, capital del districte de Wardha que agafa el nom del riu Wardha que corre pel districte; està situada a 20° 45′ N, 78° 36′ E / 20.75°N,78.60°E i consta al cens del 2001 amb una població de 111.070 habitants; el 1901 tenia 9.872 habitants.
La ciutat fou fundada el 1866 en un lloc escollit per capital del districte, sent construïda sobre el llogaret de Palakwadi i agafant el nom de Wardha, pel riu. La municipalitat es va fundar el 1874.